# Lycodon cardamomensis
La serpiente lobo de los cardamomos (Lycodon cardamomensis) es una especie de serpiente del género Lycodon, de la familia de los colúbridos, siendo una especie endémica de Camboya.

## Descripción
Color: Negra y gris.

## Hábitat

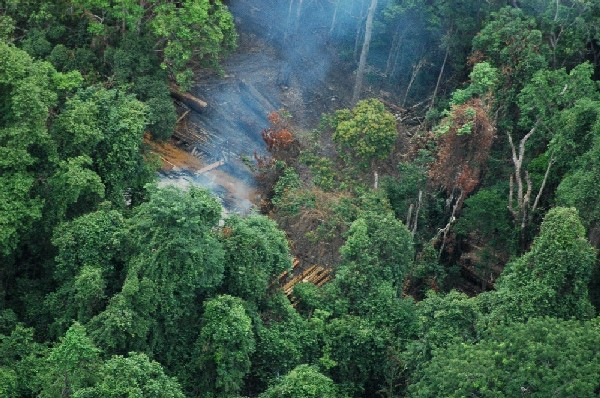
Montes Cardamomos o Montes Krâvanh (en idioma camboyano Chuor Phnom Krâvanh), hábitat de Lycodon cardamomensis.

La serpiente fue descubierta en el año 2002 en el noroeste de los Montes Cardamomos o Montes Krâvanh (en jemer Chuor Phnom Krâvanh), en la Provincia de Pursat, concretamente en el área de Phnom Samkos (Camboya), por los investigadores Daltry & Wüster.

## Distribución
Solamente habita en Camboya. 